# بيتي فينكلر
بيتي فينكلر (بالإنجليزية: Betty Winkler)‏ هي ممثلة أمريكية، ولدت في 19 أبريل 1914 في بيرويك في الولايات المتحدة، وتوفيت في 6 يونيو 2002.